# Wiśniówka (gromada)
Wiśniówka (do 30 XII 1961 Kajetanów) – dawna gromada, czyli najmniejsza jednostka podziału terytorialnego Polskiej Rzeczypospolitej Ludowej w latach 1954–1972.
Gromady, z gromadzkimi radami narodowymi (GRN) jako organami władzy najniższego stopnia na wsi, funkcjonowały od reformy reorganizującej administrację wiejską przeprowadzonej jesienią 1954 do momentu ich zniesienia z dniem 1 stycznia 1973, tym samym wypierając organizację gminną w latach 1954–1972.
Gromadę Wiśniówka z siedzibą GRN w Wiśniówce utworzono 31 grudnia 1961 w powiecie kieleckim w woj. kieleckim w związku z przeniesieniem siedziby GRN gromady Kajetanów (która równocześnie uległa znacznym zmianom terytorialnym) z Kajetanowa do Wiśniówki i przemianowaniem jednostki na gromada Wiśniówka.
W 1965 roku gromada miała 25 członków gromadzkiej rady narodowej.
1 stycznia 1966 z gromady Wiśniówka wyłączono oddziały lasów państwowych nr 70/5 i 70/6, włączając je do miasta Kielce (na prawach powiatu).
Gromada przetrwała do końca 1972 roku, czyli do kolejnej reformy gminnej.